# Cozonac

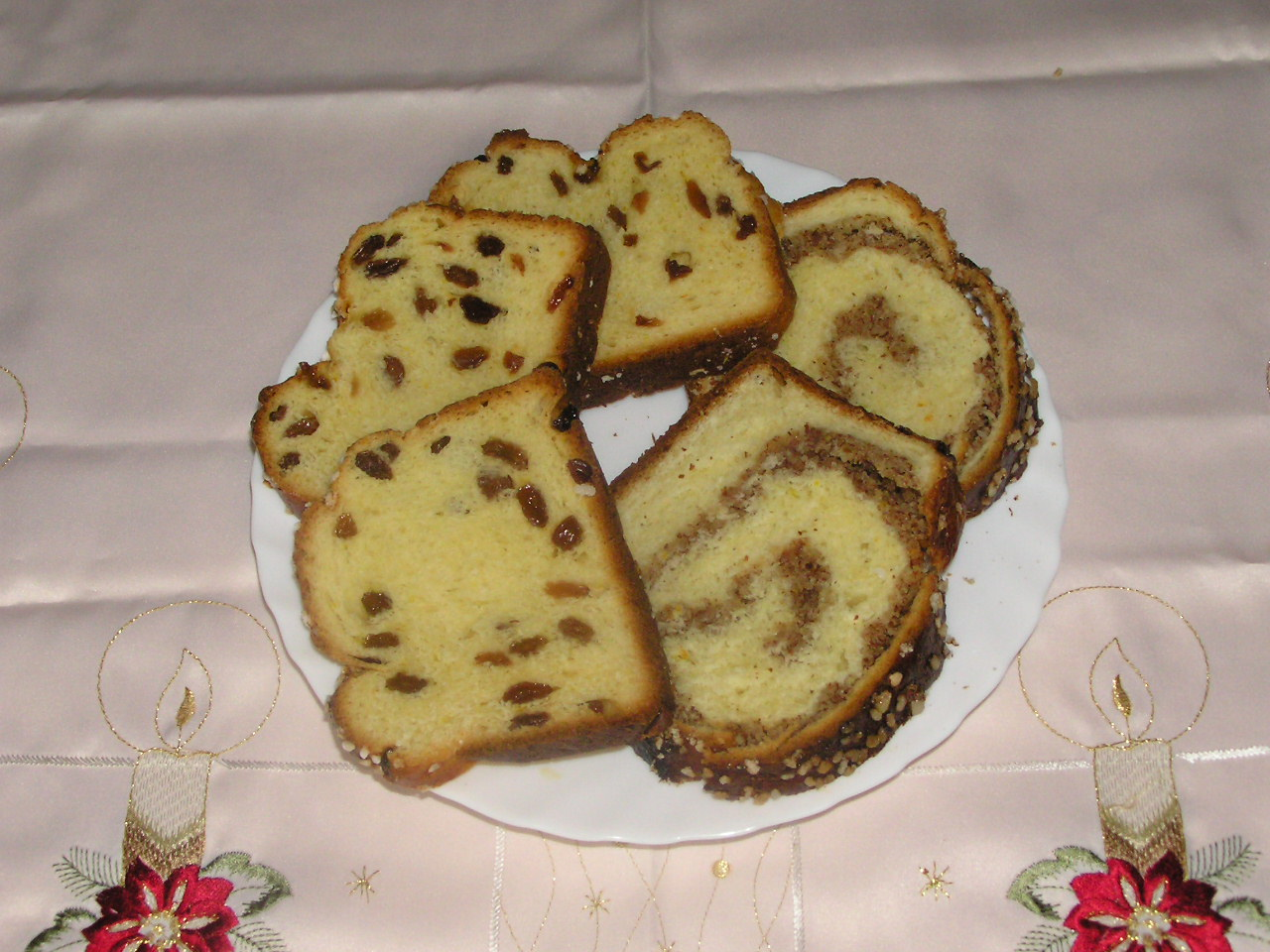
Cozonac en tranches.

Le cozonac (prononciation roumaine : [kozoˈnak]) ou kozunak (bulgare : козунак) est une brioche traditionnelle roumaine, bulgare ou albanaise. Il est généralement préparé pour Pâques en Moldavie, Bulgarie et en Albanie, et pour Noël, Pâques, le Nouvel An, et la Pentecôte en Roumanie.
Le cozonac est une brioche sucrée, auquel du lait, du sucre, des œufs, du beurre et des raisins secs sont ajoutés. En Bulgarie, le kozunak est préparé en ajoutant des zestes de citron à la pâte. Le panettone italien est très similaire au cozonac, la différence la plus visible étant leurs formes.

## Variantes locales
En Roumanie, si la pâte est identique à travers le pays (une brioche sucrée à base de farine, d'œufs, de lait, de beurre, de sucre et de sel), selon la région, les ingrédients varient : des raisins secs, des rahats, des zestes d'orange ou des zestes de citron, des noix ou noisettes, de la vanille ou du rhum. Le cozonac peut être saupoudré de graines de pavot sur le dessus.

## Cozonacaujourd'hui
C'était le dessert choisi pour représenter la Roumanie à l'initiative du Café Europe, sous la présidence de l'Union européenne par l'Autriche, pour la Journée de l'Europe 2006.
Il existe une multitude de différentes versions de ce dessert, cependant, les recettes qui sont passées entre générations continuent d’être prédominantes dans le maintien de la culture. La culture est souvent reliée et étudiée comme un phénomène du passé, cependant, il est primordial de faire référence aux connaissances intergénérationnelles concernant d’importants enjeux des cultures, comme la gastronomie. Dans le cas de la Roumanie, le cozonac est un point culminant de la culture roumaine.

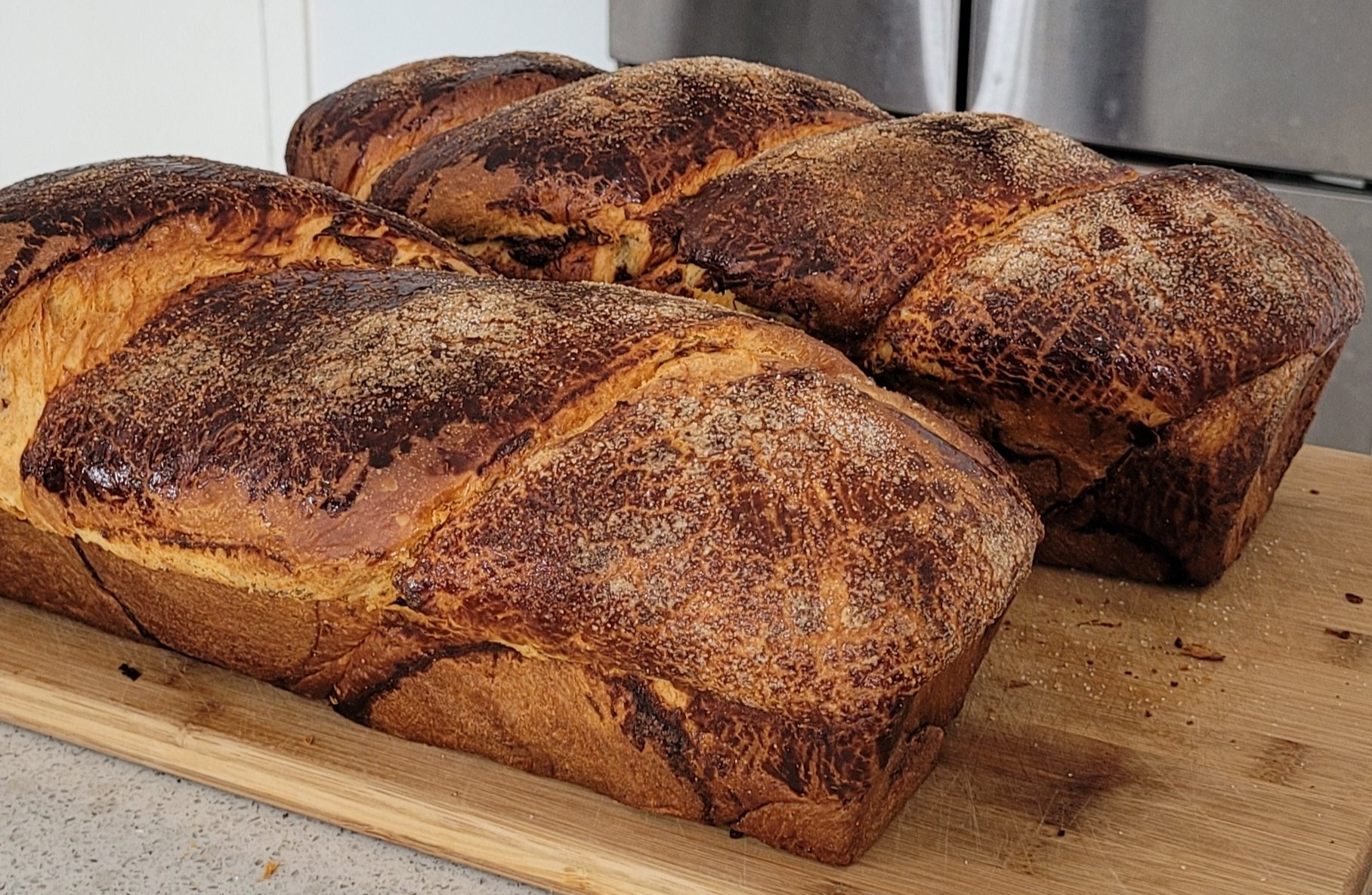
Cozonac roumain

Les différentes versions de la recette de cozonac dépendent des goûts, ainsi que des différentes régions de la Roumanie. La préparation dure généralement entre 4 et 6 heures. Le type de moule utilisé est très important, le type le plus populaire étant les moules à pain en fonte émaillée. Le type de levure est également très important. Pour un bon dessert traditionnel, la levure utilisée est « faite maison ». Sinon, les personnes s’en procurent des marchands qui font la levure eux-mêmes. Comme il s’agit d’une tradition culturelle, il s’agit également d’un phénomène plus connu et pratiqué dans les milieux plus ruraux, soit à la campagne ; d’où la caractéristique du passage intergénérationnel des recettes.
Enfin, la préparation du cozonac ne se fait pas justement au temps des fêtes, mais aussi en signe de respect. Depuis des décennies, la préparation et l’offre de ce dessert à des proches sont vues comme un signe de bienveillance et de bonne foi. Il s’agit d’un grand privilège recevoir un ou plusieurs cozonac faits maison, dans le contexte du temps de fête, d'une commémoration, ou bien juste comme geste d’acceptation.